# قوندیان
قوندیان (زبان ارمنی: Ղևոնդյան), یکی از نام‌های خانوادگی رایج در میان ارمنیان می‌باشد.
- رودولف قوندیان
- پتروس قوندیان
- سارگیس قوندیان
- گئورگ قوندیان
- هنریک قوندیان
- آنوشاوان تر-قوندیان
- هغینه تر-قوندیان
- آرام تر-قوندیان